# Vodka caramel
 (janvier 2017).
Si vous disposez d'ouvrages ou d'articles de référence ou si vous connaissez des sites web de qualité traitant du thème abordé ici, merci de compléter l'article en donnant les références utiles à sa vérifiabilité et en les liant à la section « Notes et références ».
La Vodka caramel est une boisson alcoolisée à base de vodka pure et de caramel.
Elle peut s'acheter toute faite dans le commerce, ou se faire par un ajout, soit de sirop de caramel "vodkaramel", soit par l'ajout de bonbons au caramels "vodkarambar".
Dans ce deuxième cas, elle se prépare en plongeant une vingtaine de caramels dans une bouteille de vodka et en les laissant se dissoudre pendant une durée variant de quelques heures à plusieurs semaines.